# Rava

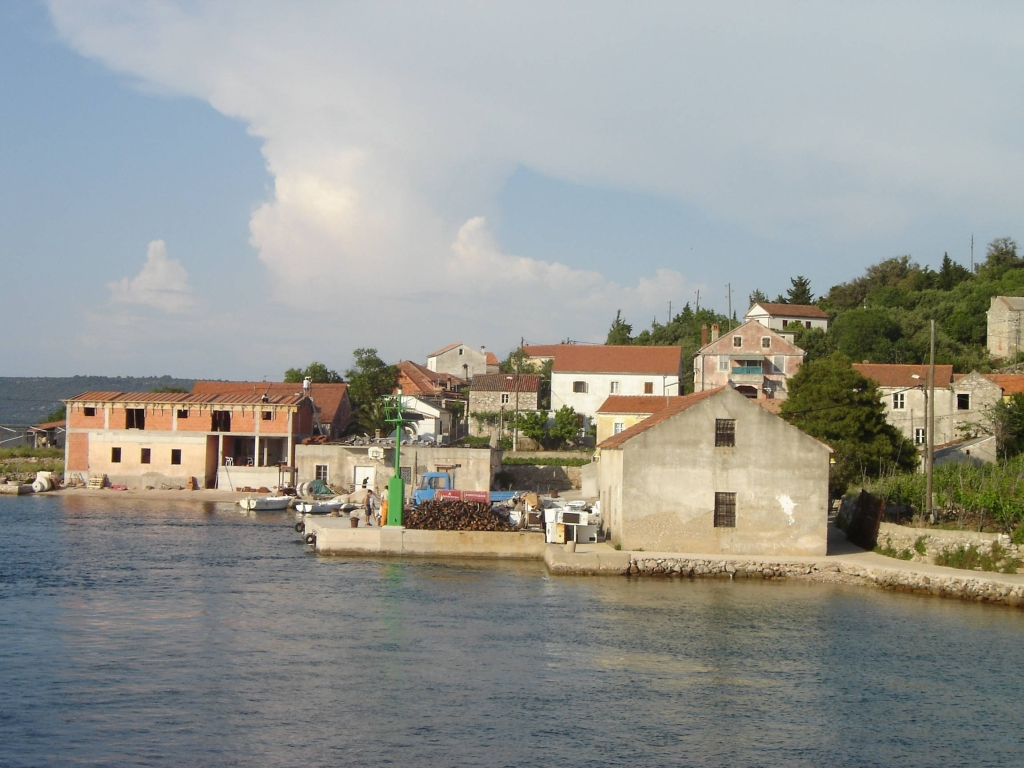
Vesnice Rava na ostrově

Rava je malý ostrov v Jaderském moři. Je součástí Chorvatska, leží v Zadarské župě a spadá pod opčinu města Zadar. Nacházejí se zde dvě vesničky Mala Rava a Vela Rava, které dohromady tvoří vesnici Rava se 117 obyvateli, jediné oficiální sídlo na ostrově.
Ostrov je součástí Zadarského souostroví a nachází se v jeho středu. Na západ od ostrova se nachází ostrov Dugi otok, na východ ostrov Iž, dále se kolem ostrova rozprostírají ostrůvky Mrtvonjak, Galijica, Luški otok, Maslinovac, Ravica, Fulija a Kudica.
Hlavním příjmem zdejších obyvatel je turismus, dále pak zemědělství a pěstování vinné révy.